# Šidák-Ungleichung
Die Šidák-Ungleichung ist eine Ungleichung der Wahrscheinlichkeitstheorie. Sie besagt, dass für eine multivariate Normalverteilung die Wahrscheinlichkeit in bestimmten mehrdimensionalen Intervallen im Fall der stochastischen Unabhängigkeit am kleinsten ist.
Für einen {\displaystyle d}-dimensionalen multivariat normalverteilten Zufallsvektor {\displaystyle (X_{1},\dots ,X_{d})} mit dem Erwartungswertvektor {\displaystyle (0,\ldots ,0)} veröffentlichte
Šidák im Jahr 1967 den Beweis der Ungleichung
{\displaystyle P(|X_{1}|\leq a_{1},\dots ,|X_{d}|\leq a_{d})\geq \prod _{j=1}^{d}P(|X_{j}|\leq a_{j})\;.}
Die Gültigkeit der Ungleichung war zuvor von der Biometrikerin Olive J. Dunn vermutet, aber nicht bewiesen worden. Daher wird sie manchmal auch Dunn-Šidák-Ungleichung genannt.

## Erläuterungen
Die Ungleichung gilt für jede Kovarianzstruktur des Zufallsvektors {\displaystyle (X_{1},\dots ,X_{d})}. Im Fall der stochastischen Unabhängigkeit der Komponenten des Zufallsvektors gilt
{\displaystyle P(|X_{1}|\leq a_{1},\dots ,|X_{d}|\leq a_{d})=\prod _{j=1}^{d}P(|X_{j}|\leq a_{j})\;,}
so dass der Fall der stochastischen Unabhängigkeit den kleinsten Wert der durch die Ungleichung abgeschätzten Wahrscheinlichkeit ergibt.
Unmittelbar aus der Šidák-Ungleichung ergibt sich folgende etwas allgemeinere Formulierung, die für statistische Anwendungen relevant ist:
 {\displaystyle (Y_{1},\ldots ,Y_{d})} sei ein {\displaystyle d}-dimensionaler multivariat normalverteilter Zufallsvektor mit den Erwartungswerten {\displaystyle \mu _{1},\ldots ,\mu _{d}} und den Standardabweichungen {\displaystyle \sigma _{1},\ldots ,\sigma _{d}}. Für die Intervalle  {\displaystyle I_{j}=[\mu _{j}-c_{j}\sigma _{j},\mu _{j}+c_{j}\sigma _{j}]} mit {\displaystyle c_{j}\geq 0} für {\displaystyle j=1,\dots ,d} gilt die Ungleichung
{\displaystyle P((Y_{1},\dots ,Y_{d})\in I_{1}\times \dots \times I_{d})\geq \prod _{j=1}^{d}P(Y_{j}\in I_{j})\;.}
Die Wahrscheinlichkeit, dass der Zufallsvektor {\displaystyle (Y_{1},\dots ,Y_{d})} Werte im {\displaystyle d}-dimensionalen Intervall {\displaystyle I_{1}\times \dots \times I_{d}} annimmt, ist also im Fall der stochastischen Unabhängigkeit minimal.

## Anwendungen
Die Šidák-Ungleichung findet Anwendung bei der Angabe von simultanen Konfidenzintervallen für den Erwartungswertvektor einer multivariaten Normalverteilung und
im Rahmen multipler Tests über die Komponenten des Erwartungswertvektors der multivariaten Normalverteilung. Bei multiplen Tests wird eine bestimmte Anpassungsmethode der Signifikanzniveaus der Einzeltests als Šidák-Korrektur bezeichnet. Diese Korrektur ist zulässig, wenn die einzelnen Tests stochastisch unabhängig sind oder bei beliebiger Abhängigkeitsstruktur, falls die Teststatistiken einer multivariaten Normalverteilung folgen, wobei sich die letzte Anwendung aus der Šidák-Ungleichung ergibt.